# 하유비
하유비(1985년 3월 24일 ~ )는 대한민국의 트로트 가수이다.

## 음반
- 2019년 평생내편

## 방송
- 2019년 TV조선 《내일은 미스트롯》
- 2019년 채널A 《이제 만나러 갑니다》